# Baltasar Andrés de Uztarroz

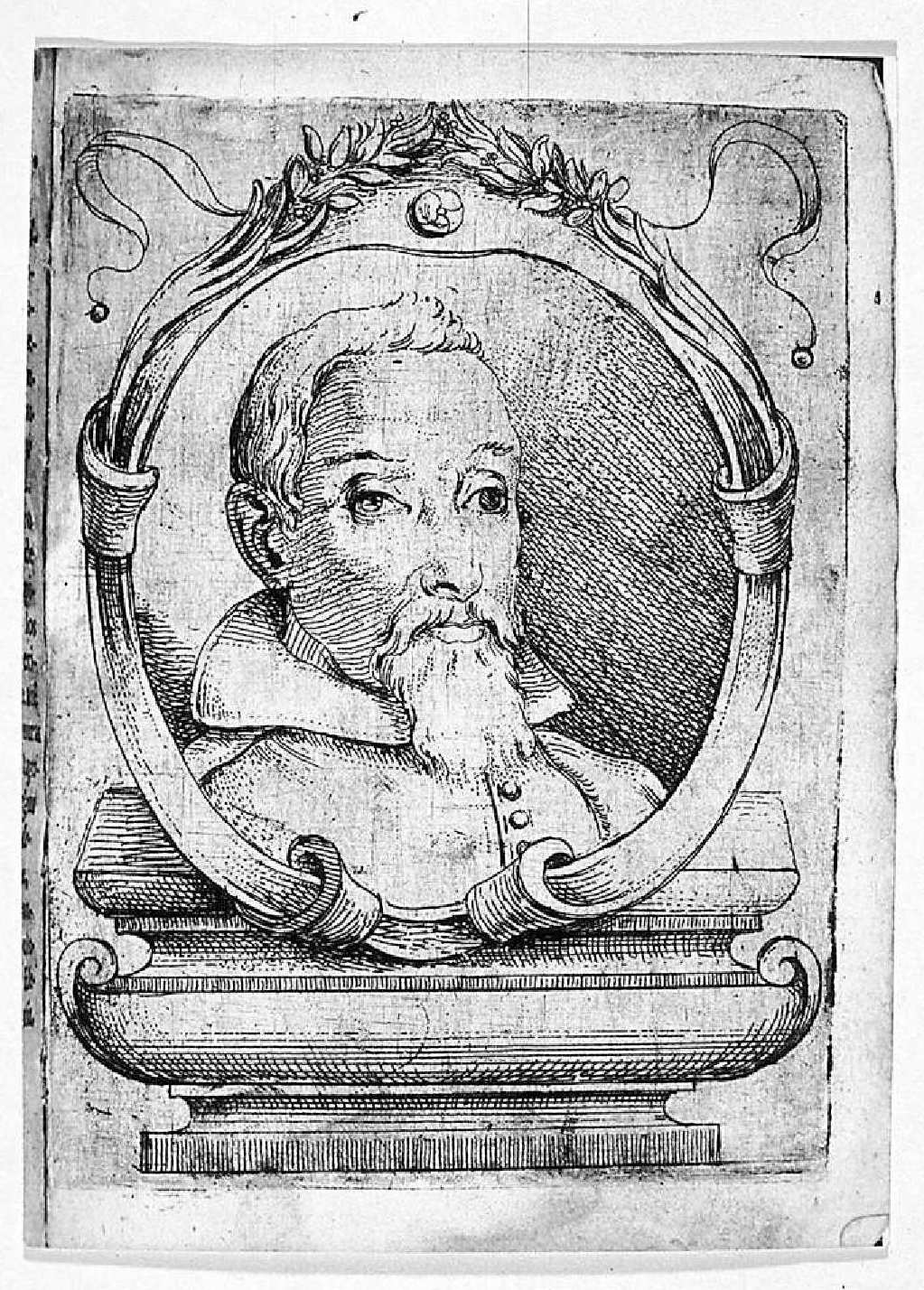
Baltasar Andrés de Uztárroz. Ilustración de Mausoleo que construie la Academia de los anhelantes de la Imperial ciudad de Çaragoça a la memoria del Doctor Balthasar Andres de Uztárroz, ennoblecido con el nombre del ilustrissimo Señor Agustín de Villanueva i Diez..., En Lérida en casa de Enrique Castañ, 1636. Biblioteca Nacional de España.

Baltasar Andrés de Uztárroz (Zaragoza, 10 de abril de 1572-1635) fue un escritor y catedrático de Derecho de España y padre del también jurista y doctor en ambos derechos, civil y canónico, Juan Francisco Andrés de Uztarroz, cronista del Reino de Aragón y del rey Felipe IV.
Catedrático de derecho desde 1597 hasta 1602, asesor del zalmedina, lugarteniente extraordinario de la corte del Justicia de Aragón en 1602, escribió varios tratados de derecho y aclaraciones sobre las leyes de Aragón.
De la misma época y área de trabajo que Agustín Barbosa, Pedro Simón Abril, Francisco Sánchez de las Brozas, Pedro de Sessé, Geron Zanchío y Jerónimo Zurita, sus trabajos complementan y son complementados por estos otros jurisconsultos.

## Obras
- Advertencias Rituales de los Jurados de Zaragoza
- Breve cronología
- Un tratado de nobleza, donde enseña el modo de probar las Infanzonías en Aragón
- Thesaurus jurisprudentiae, un tesauro de derecho
- Tractatus de juribus regalibus juxta Foros, et observantias regni Aragonum
- Adiciones y apéndices a las colectáneas de Antonio del Río y Pedro Broseo
- Ilustración de los Fueros del Reyno de Aragón
- Advertenciae ad decretum concilii Tridentini de Inmaculata Virginis Conceptione